# Johannes Bölter
El Hauptmann Johannes Bölter (19 de febrer de 1915 – 16 de setembre de 1987) va ser un comandant de Panzer del Heer alemany durant la Segona Guerra Mundial.
Va destruir 139 tancs (tot i que algunes fonts situen aquesta marca fins als 144) durant la Segona Guerra Mundial. Juntament amb és considerat com un dels comandants de tancs de més èxit de la història.

## Condecoracions
- Creu de Cavaller de la Creu de Ferro amb Fulles de Roure:
  - Creu de Cavaller de la Creu de Ferro - 16 d'abril de 1944
  - Fulles de Roure (581è) - 10 de setembre de 1944
- Creu Alemanya en Or - 29 de març de 1943
- Creu de Ferro de 1a classe - 15 de juliol de 1940
- Creu de Ferro de 2a classe - 30 de setembre de 1939
- Insígnia de Ferit en Or (1944):
  - en negre – 2 de juliol de 1940
  - en plata – 8 de febrer de 1943
  - en or – 3 d'agost de 1944
- Insígnia de Combat de Tancs
  - en plata – 26 de juny de 1940
  - de II classe – 15 de juliol de 1944
  - de III classe – 1 de setembre de 1944